# Francisco Manuel Pereira Coelho
Francisco Manuel Pereira Coelho (Corte Pequena, Mértola, 1882 - Beja, 16 de Julho de 1924) foi um advogado e político Português.

## Biografia
Nasceu na localidade de Corte Pequena, na freguesia de Alcaria Ruiva, no concelho de Mértola, em 1882. Frequentou a Faculdade de Direito da Universidade de Coimbra entre 1902 e 1907, onde se formou em Direito, tendo sido um dos participantes no protesto académico de 1907.
Foi ainda durante os seus tempos de estudo, em 1907, que entrou na divisão de Beja do Partido Republicano Português, por influência de António Aresta Branco. Ainda durante a Monarquia foi eleito como membro substituto da Comissão Distrital de Beja daquele partido, tendo sido um dos responsáveis pela propaganda partidária no Alentejo, em conjunto com António Aresta Branco e Manuel de Brito Camacho. Exerceu como advogado, tendo sido um dos juristas republicanos que se destacaram pelas suas actividades partidárias na região do Alentejo.
Em 28 de Agosto de 1910 foi candidato a deputado, pelo círculo de Beja, nas eleições legislativas. Ainda em 1910 entrou na organização da Carbonária, tendo sido um dos principais elementos na preparação para a Revolução de 5 de Outubro, que instaurou a república em Portugal. No dia da revolução fez um discurso a partir de uma janela na Praça D. Manuel, posteriormente renomeada como Praça da República, em Beja. Em Dezembro desse ano foi nomeado como presidente da Comissão Distrital.
Foi Governador Civil do Distrito de Beja em quatro períodos distintos: de 18 de Julho de 1911 a 26 de Dezembro de 1911, 26 de Fevereiro de 1915 a 25 de Maio do mesmo ano, 13 de Dezembro de 1917 a 19 de Março de 1918, e de 20 de Novembro de 1923 a 17 de Dezembro do mesmo ano.
Faleceu na cidade de Beja, em 16 de Julho de 1924.